# Pulitzer-Preis/Feature Writing
Der Pulitzer-Preis für Feature Writing (Pulitzer Prize for Feature Writing) wird seit 1979 für (literarische) Reportagen („Features“) vergeben. 2004 und 2014 wurde er nicht vergeben.

## Preisträger

### Seit 2020
- 2024: Katie Engelhart von The New York Times für das Porträt einer Matriarchin mit Demenz
- 2023: Eli Saslow von The Washington Post für „eindrucksvolle individuelle Erzählungen über Menschen, die mit der Pandemie, Obdachlosigkeit, Sucht und Ungleichheit kämpfen, die zusammen ein scharf beobachtetes Porträt des zeitgenössischen Amerikas bilden.“
- 2022: Jennifer Senior von The Atlantic
- 2021: Mitchell S. Jackson von Runner’s World und Nadja Drost von The California Sunday Magazine

- 2020: Ben Taub von The New Yorker

### 2010–2019
- 2019: Hannah Dreier von ProPublica
- 2018: Rachel Kaadzi Ghansah, Freelancer, GQ
- 2017: C. J. Chivers von The New York Times
- 2016: Kathryn Schulz von The New Yorker
- 2015: Diana Marcum von Los Angeles Times
- 2014: nicht vergeben
- 2013: John Branch von The New York Times
- 2012: Eli Sanders von The Stranger (Wochenzeitschrift aus Seattle)
- 2011: Amy Ellis Nutt von The Star-Ledger aus Newark
- 2010: Gene Weingarten von The Washington Post

### 2000–2009
- 2009: Lane DeGregory, St. Petersburg Times
- 2008: Gene Weingarten, Washington Post
- 2007: Andrea Elliott, New York Times
- 2006: Jim Sheeler, Rocky Mountain News
- 2005: Julia Keller, Chicago Tribune
- 2004: nicht vergeben
- 2003: Sonia Nazario, Los Angeles Times
- 2002: Barry Siegel, Los Angeles Times,
- 2001: Tom Hallman, Jr., The Oregonian (Portland, Oregon)
- 2000: J. R. Moehringer, Los Angeles Times

### 1990–1999
- 1999: Angelo B. Henderson, The Wall Street Journal
- 1998: Thomas French, St. Petersburg Times
- 1997: Lisa Pollak, The Baltimore Sun
- 1996: Rick Bragg, The New York Times
- 1995: Ron Suskind, The Wall Street Journal
- 1994: Isabel Wilkerson, The New York Times
- 1993: George Lardner Jr., The Washington Post
- 1992: Howell Raines, The New York Times
- 1991: Sheryl James, St. Petersburg Times
- 1990: Dave Curtin, Colorado Springs Gazette Telegraph

### 1979–1989
- 1989: David Zucchino, The Philadelphia Inquirer
- 1988: Jacqui Banaszynski, St. Paul Pioneer Press and Dispatch
- 1987: Steve Twomey, The Philadelphia Inquirer
- 1986: John Camp, St. Paul Pioneer Press and Dispatch
- 1985: Alice Steinbach, The Baltimore Sun
- 1984: Peter Mark Rinearson, The Seattle Times
- 1983: Nan Robertson, The New York Times
- 1982: Saul Pett, Associated Press
- 1981: Teresa Carpenter, The Village Voice (ursprünglich sollte Janet Cooke von The Washington Post für den Artikel Jimmy’s World ausgezeichnet werden, der sich jedoch kurz nach Bekanntgabe der Gewinnerin als Fälschung herausstellte)
- 1980: Madeleine Blais, Miami Herald, für Zepp’s Last Stand
- 1979: Jon D. Franklin, Baltimore Evening Sun, für einen Bericht über Gehirnchirurgie